# .mq
.mq는 마르티니크의 인터넷 국가 코드 최상위 도메인이다.
.mq 최상위 도메인은 SYSTEL이 관리하지만 이 회사가 부도가 나서 국가 코드의 기술적 지원이 불투명해진 상태이다. 그 결과 SYSTEL은 Mediaserv가 갖게 되지만 등록 서비스는 아직까지 다시 열리고 있지 않고 있다.

## 같이 보기
- ISO 3166-2:MQ
- .fr
- .eu